# (33045) 1997 UF1
1997 يو أف 1 (ويعرف أيضًا باسم (33045) 1997 يو أف 1 وفق تسمية الكوكب الصغير) (بالإنجليزية: 1997 UF1)‏ هو كويكب ضمن حزام الكويكبات؛ وترتيبه 33045 من حيث الاكتشاف.
اكتُشف هذا الجُرم الفلكي بواسطة Yoshisada Shimizu ‏ في 21 أكتوبر 1997.

## وصلات خارجية
- (33045) 1997 UF1 في قاعدة بيانات مختبر الدفع النفاث لأجرام النظام الشمسي الصغيرة

- الاكتشاف · مخطط المدار ·  العناصر المدارية · المعلمات المادية

- (33045) 1997 UF1 على موقع ويكي سكاي: DSS2, SDSS, GALEX, IRAS, Hydrogen α, X-Ray, Astrophoto, Sky Map, Articles and images